# Coignières
 Coignières  es una población y comuna francesa, en la región de Isla de Francia, departamento de Yvelines, en el distrito de Rambouillet y cantón de Maurepas.

## Geografía
Coignières está situada a 18 km al suroeste de Versalles. Sus vecinos son Maurepas al norte, Mesnil-Saint-Denis y Lévis-Saint-Nom al este, Essarts-le-Roi al sur y Saint-Rémy-l'Honoré al oeste.
El pueblo se encuentra a unos 170 m sobre el nivel del mar, es bastante llano, excepto al oeste, donde hay un valle con el río Mauldre, que discurre desde la zona llamada la Maison Blanche al norte.
Coignières está conectada por la ruta nacional 10 (RN10), que atraviesa el municipio desde el noreste hasta el suroeste, y que, dado el volumen de tráfico, divide efectivamente el municipio en dos. La estación de tren de Coignières está situada en la línea de tren París-Chartres y corre paralela a la RN10.
El municipio está bastante desarrollado con nuevas viviendas y zonas comerciales cerca de Maurepas y más allá de la región de Saint-Quentin-en-Yvelines. También hay una gran zona industrial (le Marais) entre la RN10 y la línea de ferrocarril.
Una parte del municipio, al oeste, sigue siendo una zona rural parcialmente arbolada (Bois des Hautes Bruyères).
Por último, el sendero GR 11 también atraviesa el municipio de este a oeste.

## Demografía
| 782 | 987 | 1799 | 3786 | 4157 | 4231 |
| Para los censos de 1962 a 1999 la población legal corresponde a la población sin duplicidades (Fuente: INSEE [Consultar]) |     |      |      |      |      |

## Educación
Hay dos escuelas de preescolar y primaria, la École Gabriel Bouvet y la École Marcel Pagnol, así como una escuela secundaria, el Collège d'Enseignement Secondaire " La Mare aux Saules ".